# Loialitate
Prin loialitate se înțelege fidelitatea sau devotamentul pentru o persoană, o țară, un grup sau o cauză. 

## În legătură cu subiectele

### Patriotism
Nathanson remarcă faptul că loialitatea este adesea echivalată direct cu patriotismul. El afirmă că aceasta este o echivalență falsă; în timp ce patrioții dau dovadă de loialitate, nu este invers, că toți oamenii loiali sunt patrioți. El dă exemplul unui soldat-mercenarcare își arată loialitatea față de poporul sau țara care îl plătește. Nathanson evidențiază diferența de motivație dintre un mercenar loial și un patriot. Mercenarul poate fi foarte bine condus de un sentiment de profesionalismsau de o credință în sfințenia contractelor.

### Marketing
Întreprinderile se străduiesc să devină site-uri de fidelizare pentru a-și păstra clienții.Loialitatea față de marcăeste preferința unui consumator pentru o anumită marcăși angajamentul de a cumpăra în mod repetat acea marcă. Așa-numitele programe de fidelizareoferă recompense clienților fideli în schimbul capacității de a urmări preferințele și obiceiurile de cumpărare ale consumatorilor.
Un concept similar este loialitatea fanilor, devotamentul și interesul continuu față de o echipă sportivă, un personaj fictiv sau un serial TV fictiv.

### În Biblie
Încercarea de a sluji la doi stăpâni duce la "dubla gândire" (James 4:8), subminând fidelitatea față de cauză. Biblia vorbește și despre credincioși, adică despre cei care urmează Biblia cu devotament absolut, ca în "Prețioasă înaintea lui Dumnezeu este moartea credincioșilor Săi" (Palmi 116:15). Cei mai mulți autori evrei și creștini consideră legarea lui Isaac(Pe Geneza 22), în care Abrahama fost chemat de Dumnezeu să-l ofere pe fiul său Isaac ca aruncă arsăca un test al credincioșiei lui Avraam. Credincioșia lui Josef față de stăpânul său Potifarși respingerea avansurilor soției lui Potifar (Pe Geneza 39) a fost, de asemenea, citată ca un exemplu al virtuții credincioșiei.